# العمادية
العمادية (بالكردية: ئامێدی، Amêdî‏) هي بلدة عراقية كُرْدِيَّة ومركز قضاء العمادية في محافظة دهوك وهي منتجع صيفي شهير ومحطة هيل على طول أحد روافد الزاب الكبير بإقليم كردستان العراق. تقع على بعد 70 كيلومترا شمال مدينة دهوك وتعلو 1400 متر عن مستوى سطح البحر حيث أن المدينة مبنية على قمة جبل وتضم عدداً من البوابات القديمة. تقع المدينة حالياً تحت نفوذ الحكم الذاتي في إقليم كردستان العراق. يبلغ عدد سكانها حوالي 8000 نسمة. تبعد مسافة ما يقارب ال10 كيلومترات عن الحدود التركية. غالبية سكانها من الكُرد المسلمين.

## تاريخ المدينة
كانت المدينة عاصمة لإمارة بهدينان الكُردية التي كانت تتبع بالولاء للدولة العثمانية وكانت تدفع الضرائب لها. كانت تحكمها عائلة لا زالت قبور بعض أفرادها في المدينة ومنهم السلطان حسين. الذي يوجد مرقده المبني مع قبته جنوب شرق المدينة إلى الجنوب من مدخل السيارات لها. لا زال أحفاد هذه العائلة متواجدين في المنطقة ولكن أغلبهم انتقل إلى مناطق أخرى. ويتميزون بأنهم من أكبر العوائل الكُردية في المنطقة الحاملة شهادات جامعية.
تقع المدينة على طريق الحرير التاريخي. حيث كان فيها ثلاثة أبواب:
1. باب زيبار إلى الشرق ويمتد طريق لقوافل الحيوانات منه إلى كلي زنطه ومنها إلى مدينة اربيل التاريخية.
2. وباب الباشا الذي يعلوه شعار الإمارة الذي هو شعار عائلة الباشا الحاكمة فيها حينئذ. ويمتد منها طريق يسمى «كولانا قوجا» ومنه إلى كلي مزيركا حيث يمتد شمالاً ليصل إلى الحدود التركية وإلى مدينة حکاری التاريخية في تركيا.
3. وفي الغرب يوجد فيها باب الموصل حيث يمتد منها طريق البغال إلى مدينة الموصل. وقد تم تبليط أغلب أجزاء ذلك الطريق سنة 1914 لكي يكون سالكاً للسيارات.

تضم المدينة عدداً من الآثار التي تعود للحقبة الآشورية إضافة إلى آثار من الحقبة العربية الإسلامية حيث توجد نقوش بالخط العربي الكوفي وآيات قرآنية على بعض من أبواب المدينة كما تضم البلدة كنيسة أثرية وأنقاض كنيس يهودي. إضافة إلى ذلك توجد قلعة العمادية والتي تقع شمال غرب المدينة. وفيها مدرسة أثرية هي مدرسة قباهان، كما توجد في المدينة بقايا وآثار جامع قباد وفيه مدرسة قباد وتقع في الوادي شمال المدينة وكانت مدرسة لتدريس الفقه الإسلامي. وكانت تضم غرفاً لمبيت الطلبة أيضاً وسميت باسم الأمير قباد الذي أنشأها وهو أحد أحفاد السلطان حسين. وكانت المدرسة على صلة مع الجامع الأزهر في أوائل القرن المنصرم.